# Lopud (sziget)
Lopud (olaszul: Mezzo) egy sziget az Adriai-tengerben, Horvátországban, az Elafiti-szigetek része.

## Fekvése
Lopud szigete Dubrovniktól északnyugatra, az északnyugati Šipan-sziget és a délkeleti Koločep között fekszik. Területe 4,38 km², 249 lakosa van (2011). A sziget 4,5 km hosszú és legfeljebb 2 km széles. A sziget domborzata két mészkőhegyből áll, köztük egy völggyel. A legmagasabb csúcs a Brdo (216 m). A szigeten a tagolatlan partvonal hossza 14,6 km, a tagoltsági együttható 2,0. Főbb öblök a Lopud és a Šunj (homokos tengerpart). A buja mediterrán növényzet borítja. A lakosság turizmussal, mezőgazdasággal, halászattal és tengerészettel foglalkozik. A hajójáratok Dubrovnik és Koločep, valamint Šipan és Mljet között közlekednek. A sziget egyetlen települése Lopud a sziget északnyugati részén fekszik.

## Gazdaság
A sziget gazdasága turizmuson, vendéglátáson, halászaton, mezőgazdaságon és szőlőtermesztésen alapul. Lopud az Elafiti csoport legfejlettebb szigete, ahol a turizmus virágzik a legjobban. Lopudban több szálloda található: a leghíresebb a Lafodia luxushotel. Számos étterem és kávézó is található itt. A sziget délkeleti oldalán található a gyönyörű Šunj-öböl homokos stranddal, amely az egyik legszebb az Adriai-tengeren.

## Oktatás
A szigetnek általános iskolája működik, amelyet Ivo Kuljevan építtetett.

## Fordítás
Ez a szócikk részben vagy egészben  a   Lopud című horvát Wikipédia-szócikk ezen változatának fordításán alapul.  Az eredeti cikk szerkesztőit annak laptörténete sorolja fel. Ez a jelzés csupán a megfogalmazás eredetét és a szerzői jogokat jelzi, nem szolgál a cikkben szereplő információk forrásmegjelöléseként.